# Fukuda Yasuo
Fukuda Yasuo (Nhật: 福田 康夫 (Phúc Điền Khang Phu) sinh 16 tháng 7 năm 1936) là thủ tướng đời thứ 91 của Nhật Bản và đồng thời là nguyên Chủ tịch Đảng Dân chủ Tự do Nhật Bản.

## Thân thế

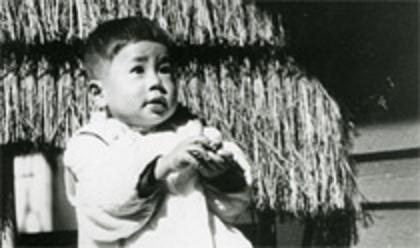
Fukuda khi nhỏ

Fukuda sinh tại huyện Takasaki, Gunma, là con trai cả của chính trị gia Fukuda Takeo, người sau này trở thành Thủ tướng thứ 67 của Nhật Bản. Ông lớn lên tại Setagaya, Tokyo, theo học trường trung học Azabu và tốt nghiệp bằng cử nhân kinh tế tại trường Đại học Waseda vào năm 1959.
Sau khi tốt nghiệp, ông làm việc cho công ty Maruzen Petroleum (hiện nay thuộc sở hữu của tập đoàn Cosmo Oil). Ông chỉ dính dáng một chút ít tới chính trị cho đến 17 năm sau đó, phấn đấu làm chức trưởng phòng, tiêu biểu cho tầng lớp "người làm công ăn lương" của Nhật. Ổng đến sống ở Hoa Kỳ từ năm 1962 đến năm 1964.
Khi Fukuda Takeo, tức cha ông làm thủ tướng từ năm 1976 đến 1978, Yasuo trở thành thư ký chính trị cho cha ông. Từ năm 1978 đến năm 1989, ông làm viện trưởng viện về các vấn đề tài chính Kinzai, như một ủy viên quản trị từ 1986 trở về trước.

## Sự nghiệp chính trị
Năm 1990, Fukuda có được một ghế trong Hạ nghị viện Nhật Bản. Năm 1997, ông được bầu vào chức Phó Chủ tịch Đảng Dân chủ Tự do (LDP) và trở thành tổng thư ký nội các dưới thời Mori Yoshirō vào tháng 10 năm 2000. Ông xin thôi chức Chánh Văn phòng Nội các vào ngày 7 tháng 5 năm 2004 do vụ scandal về chính trị liên quan đến hệ thống trợ cấp của Nhật Bản.
Fukuda được xem là một trong những ứng cử viên cho vị trí Chủ tịch LDP năm 2006, nhưng ngày 21 tháng 7 ông quyết định không tham gia ứng cử. Thay vào đó, Abe Shinzō chiến thắng trước Koizumi Junichirō để trở thành lãnh đạo đảng LDP và Thủ tướng Nhật Bản.
Fukuda từng là người giữ chức vụ Chánh Văn phòng Nội các lâu nhất trong lịch sử Nhật Bản trước khi Suga Yoshihide giữ chức vụ này suốt trong nội các lần 2, 3 và 4 của Thủ tướng Abe Shinzō. Ông đã phục vụ 3 năm rưỡi dưới thời thủ tướng Mori Yoshirō và Koizumi Junichirō.

## Trở thành Thủ tướng

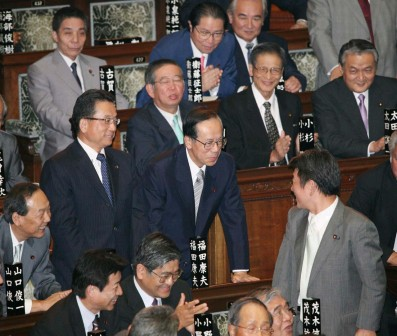
Fukuda được công nhận trở thành Thủ tướng bởi Chúng Nghị viện (tại Tòa nhà Quốc hội ngày 25 tháng 9 năm 2007)

Sau khi Abe chính thứ từ chức năm 2007, Fukuda tuyên bố sẽ ra ứng cử vào chức Chủ tịch Đảng Dân chủ Tự do (LDP), đồng nghĩa với việc ứng cử chức Thủ tướng do Đảng LDP chiếm đa số ghế tại Hạ nghị viện. Fukuda đã nhận được một sự ủng hộ to lớn cho những cuộc vận động của ông, bao gồm cả phe lớn nhất trong Đảng LDP, của Ngoại trưởng Machimura Nobutaka, mà Fukuda là một thành viên trong phái này, tức phái Machimura. Bộ trưởng Tài chính Nukaga Fukushirō, người ban đầu định ra ứng cử chức chủ tịch LDP cũng hậu thuẫn Fukuda. Đối thủ cạnh tranh duy nhất của Fukuda là Asō Tarō, đã công khai thừa nhận thất bại một tuần trước cuộc bầu cử.
Trong cuộc bầu cử, ngày 23 tháng 12, Fukuda bỏ xa đối thủ Asō, nhận được 330 phiếu bầu (chiếm 63%) so với 197 của Asō. Fukuda chính thức được bầu làm Chủ tịch thứ 22 của Đảng cầm quyền LDP, đồng nghĩa với việc trở thành Thủ tướng thứ 91 của Nhật Bản vào ngày 25 tháng 12. Ông nhận được 338 phiếu, hơn 100 phiếu so với cần thiết để chiếm đa số tại Hạ nghị viện; mặc dù Thượng nghị viện, chiếm đa số bởi Đảng Dân chủ đối lập, bầu cho Ozawa Ichirō hơn Fukuda từ 133 đến 106 phiếu. Nó thể hiện sự chiếm ưu thế hơn hẳn của Hạ nghị viện, theo như điều 67 của Hiến pháp Nhật Bản.
Fukuda và nội các ủa ông chính thức ra mắt Thiên hoàng Akihito vào ngày 26 tháng 12.
Ngày 1 tháng 9 năm 2008 ông đột ngột tuyên bố từ chức do không vượt qua được những chia rẽ trong Quốc hội, sau khi giữ chức vụ thủ tướng chưa được một năm, và đề xuất một cuộc bầu cử nội bộ trong đảng LDP để tìm người kế nhiệm.

## Tuyên bố
Ông cam kết sẽ giữ trật tự trong đảng cầm quyền, sẽ tiếp tục cuộc chiến chống khủng bố, thực hiện cải cách, duy trì nền kinh tế phát triển và đứng vị trí lớn thứ hai trên thế giới.

## Cá nhân
Ông là chính trị gia lão thành theo đường lối ôn hoà.
Ông hiện là hội viên Câu lạc bộ Madrid

## Nội các Fukuda Yasuo
Các thành viên trong chính phủ của ông Fukuda, thành lập ngày 26 tháng 12 năm 2007. Hầu hết đều là những thành viên dưới thời Abe Shinzō . Nội các Fukuda Yasuo trong lần đầu và cải tổ đều có sự tham gia của các thành viên đảng Công Minh và chính trị gia độc lập.
| Chức danh | Nội các Fukuda (26 tháng 9 năm 2007 - 2 tháng 8 năm 2008) | Nội các Fukuda (26 tháng 9 năm 2007 - 2 tháng 8 năm 2008)   | Nội các Fukuda (26 tháng 9 năm 2007 - 2 tháng 8 năm 2008) | Chức danh | Nội các Fukuda Cải tổ (2 tháng 8 năm 2008 - 24 tháng 9 năm 2008) | Nội các Fukuda Cải tổ (2 tháng 8 năm 2008 - 24 tháng 9 năm 2008) | Nội các Fukuda Cải tổ (2 tháng 8 năm 2008 - 24 tháng 9 năm 2008) |
| Chức danh | Họ và tên                                                 | Chân dung                                                   | Đảng                                                      | Chức danh | Họ tên                                                           | Chân dung                                                        | Đảng                                                             |
| --- | --------------------------------------------------------- | ----------------------------------------------------------- | --------------------------------------------------------- | --- | ---------------------------------------------------------------- | ---------------------------------------------------------------- | ---------------------------------------------------------------- |
| Thủ tướng | Fukuda Yasuo                                              |                                                             | Dân chủ Tự do                                             | Thủ tướng | Fukuda Yasuo                                                     |                                                                  | Dân chủ Tự do                                                    |
| Bộ trưởng Nội vụ và Truyền thông Bộ trưởng chuyên các Nhiệm vụ Đặc biệt, Văn phòng Nội các (Cải cách phân cấp)                                                          | Masuda Hiroya                                             |                                                             | Độc lập                                                   | Bộ trưởng Nội vụ và Truyền thông Bộ trưởng chuyên các Nhiệm vụ Đặc biệt, Văn phòng Nội các (Cải cách phân cấp)                                                  | Masuda Hiroya                                                    |                                                                  | Độc lập                                                          |
| Bộ trưởng Tư pháp | Hatoyama Kunio                                            |                                                             | Dân chủ Tự do                                             | Bộ trưởng Tư pháp | Yasuoka Okiharu                                                  |                                                                  | Dân chủ Tự do                                                    |
| Bộ trưởng Ngoại giao | Kōmura Masahiko                                           |                                                             | Dân chủ Tự do                                             | Bộ trưởng Ngoại giao | Kōmura Masahiko                                                  |                                                                  | Dân chủ Tự do                                                    |
| Bộ trưởng Tài chính | Nukaga Fukushirō                                          |                                                             | Dân chủ Tự do                                             | Bộ trưởng Tài chính | Ibuki Bunmei                                                     |                                                                  | Dân chủ Tự do                                                    |
| Bộ trưởng Giáo dục, Văn hóa, Thể thao, Khoa học và Công nghệ | Tokai Kisaburō                                            |                                                             | Dân chủ Tự do                                             | Bộ trưởng Giáo dục, Văn hóa, Thể thao, Khoa học và Công nghệ | Suzuki Tsuneo                                                    |                                                                  | Dân chủ Tự do                                                    |
| Bộ trưởng Y tế, Lao động và Phúc lợi | Masuzoe Yōichi                                            |                                                             | Dân chủ Tự do                                             | Bộ trưởng Y tế, Lao động và Phúc lợi | Masuzoe Yōichi                                                   |                                                                  | Dân chủ Tự do                                                    |
| Bộ trưởng Nông nghiệp, Lâm nghiệp và Thủy sản | Wakabayashi Masatoshi                                     |                                                             | Dân chủ Tự do                                             | Bộ trưởng Nông nghiệp, Lâm nghiệp và Thủy sản | Ōta Seiichi (19 tháng 9 năm 2007 từ chức)                        |                                                                  | Dân chủ Tự do                                                    |
| Bộ trưởng Nông nghiệp, Lâm nghiệp và Thủy sản | Wakabayashi Masatoshi                                     | Machimura Nobutaka (tạm quyền kiêm Chánh Văn phòng Nội các) | Dân chủ Tự do                                             | Bộ trưởng Nông nghiệp, Lâm nghiệp và Thủy sản |                                                                  | Dân chủ Tự do                                                    |                                                                  |
| Bộ trưởng Kinh tế, Thương mại và Công nghệp | Amari Akira                                               |                                                             | Dân chủ Tự do                                             | Bộ trưởng Kinh tế, Thương mại và Công nghệp | Nikai Toshihiro                                                  |                                                                  | Dân chủ Tự do                                                    |
| Bộ trưởng Đất đai, Cơ sở hạ tầng, Giao thông và Du lịch | Fuyushiba Tetsuzō                                         |                                                             | Công Minh                                                 | Bộ trưởng Đất đai, Cơ sở hạ tầng, Giao thông và Du lịch | Tanigaki Sadakazu                                                |                                                                  | Dân chủ Tự do                                                    |
| Bộ trưởng Môi trường | Kamoshita Ichirō                                          |                                                             | Dân chủ Tự do                                             | Bộ trưởng Môi trường | Saitō Tetsuo                                                     |                                                                  | Công Minh                                                        |
| Bộ trưởng Quốc phòng | Ishiba Shigeru                                            |                                                             | Dân chủ Tự do                                             | Bộ trưởng Quốc phòng | Hayashi Yoshimasa                                                |                                                                  | Dân chủ Tự do                                                    |
| Chánh Văn phòng Nội các | Machimura Nobutaka                                        |                                                             | Dân chủ Tự do                                             | Chánh Văn phòng Nội các | Machimura Nobutaka                                               |                                                                  | Dân chủ Tự do                                                    |
| Chủ tịch Ủy ban An toàn Công cộng Quốc gia Bộ trưởng chuyên các Nhiệm vụ Đặc biệt, Văn phòng Nội các (Phòng chống thiên tai) (An toàn thực phẩm)                        | Izumi Shinya                                              |                                                             | Dân chủ Tự do                                             | Chủ tịch Ủy ban An toàn Công cộng Quốc gia Bộ trưởng chuyên các Nhiệm vụ Đặc biệt, Văn phòng Nội các (Okinawa và các lãnh thổ phía bắc) (Phòng chống thiên tai) | Hayashi Motoo                                                    |                                                                  | Dân chủ Tự do                                                    |
| Bộ trưởng chuyên các Nhiệm vụ Đặc biệt, Văn phòng Nội các (Okinawa và các biện pháp phía bắc) (Cải cách quy định) (Đời sống dân tộc) (Chính sách Khoa học và Công nghệ) | Kishida Fumio                                             |                                                             | Dân chủ Tự do                                             | Bộ trưởng chuyên các Nhiệm vụ Đặc biệt, Văn phòng Nội các (Chính sách kinh tế và tài khóa) (Cải cách quy định)                                                  | Yosano Kaoru                                                     |                                                                  | Dân chủ Tự do                                                    |
| Bộ trưởng chuyên các Nhiệm vụ Đặc biệt, Văn phòng Nội các (Tài chánh)                                                                                                   | Watanabe Yoshimi                                          |                                                             | Dân chủ Tự do                                             | Bộ trưởng chuyên các Nhiệm vụ Đặc biệt, Văn phòng Nội các (Tài chánh)                                                                                           | Motegi Toshimitsu                                                |                                                                  | Dân chủ Tự do                                                    |
| Bộ trưởng chuyên các Nhiệm vụ Đặc biệt, Văn phòng Nội các (Chính sách kinh tế và tài khóa)                                                                              | Ōta Hiroko                                                |                                                             | Độc lập                                                   | Bộ trưởng chuyên các Nhiệm vụ Đặc biệt, Văn phòng Nội các (Chính sách Khoa học và Công nghệ) (An toàn thực phẩm)                                                | Noda Seiko                                                       |                                                                  | Dân chủ Tự do                                                    |
| Bộ trưởng chuyên các Nhiệm vụ Đặc biệt, Văn phòng Nội các (Các biện pháp đối phó với tỷ lệ sinh giảm) (Bình đẳng giới)                                                  | Kamikawa Yōko                                             |                                                             | Dân chủ Tự do                                             | Bộ trưởng chuyên các Nhiệm vụ Đặc biệt, Văn phòng Nội các (Các biện pháp đối phó với tỷ lệ sinh giảm) (Bình đẳng giới)                                          | Nakayama Kyōko                                                   |                                                                  | Dân chủ Tự do                                                    |

## Hình ảnh

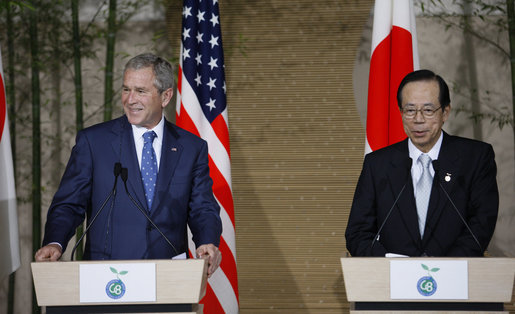
Fukuda và Tổng thống Hoa Kỳ George W. Bush tại Tokyo, 6 tháng 7 năm 2008.
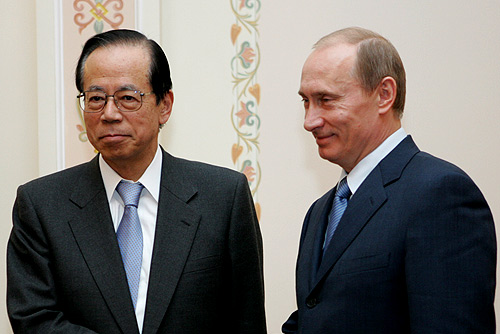
Fukuda và Vladimir Putin tại Điện Kremlin, Nga, 26 tháng 4 năm 2008.
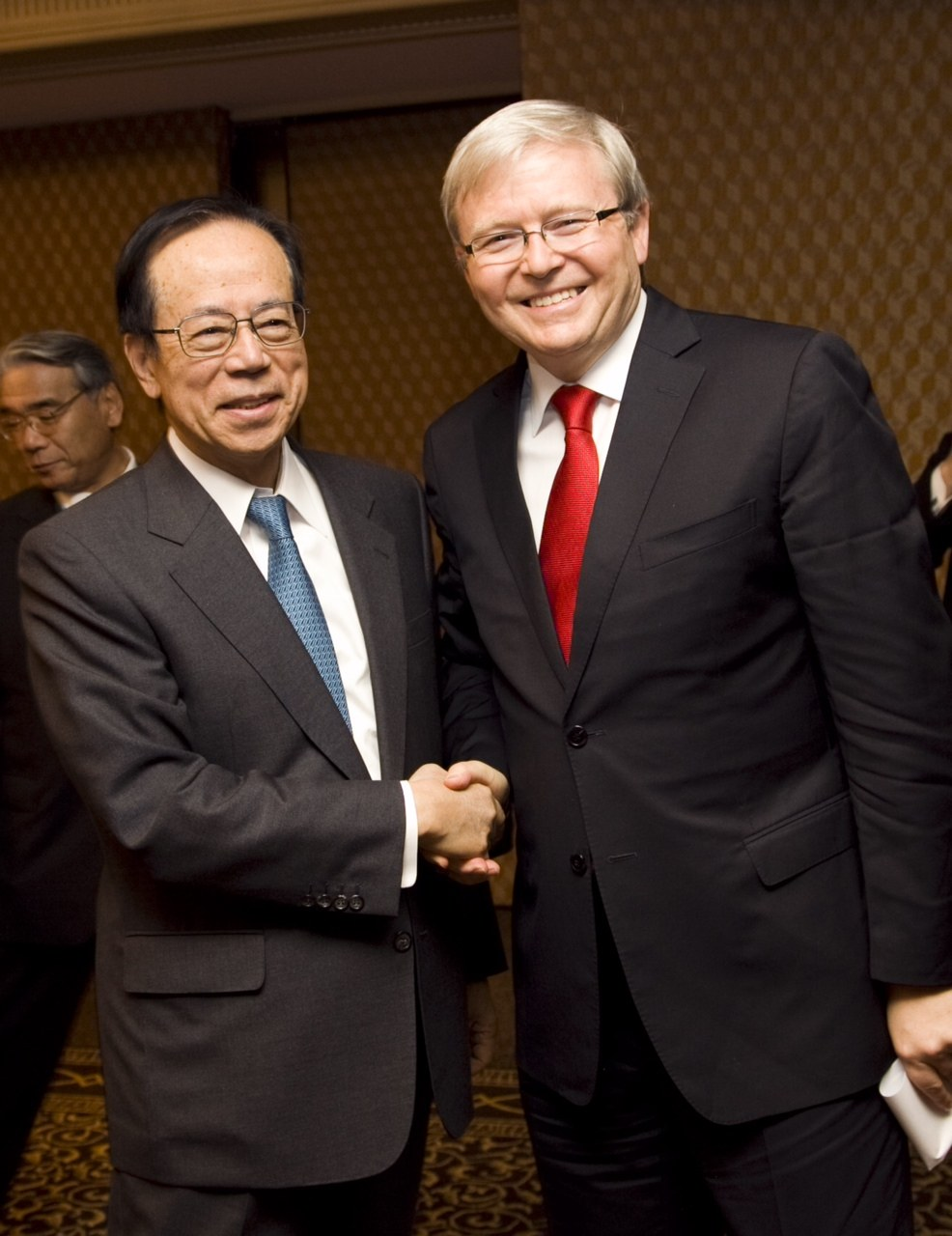
Fukuda và Kevin Rudd tại Perth, Úc, tháng 7 năm 2011.
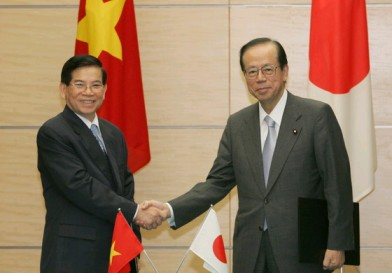
Fukuda tiếp Chủ tịch nước Việt Nam Nguyễn Minh Triết tại Tổng lý Đại thần Quan để, 27 tháng 11 năm 2007.
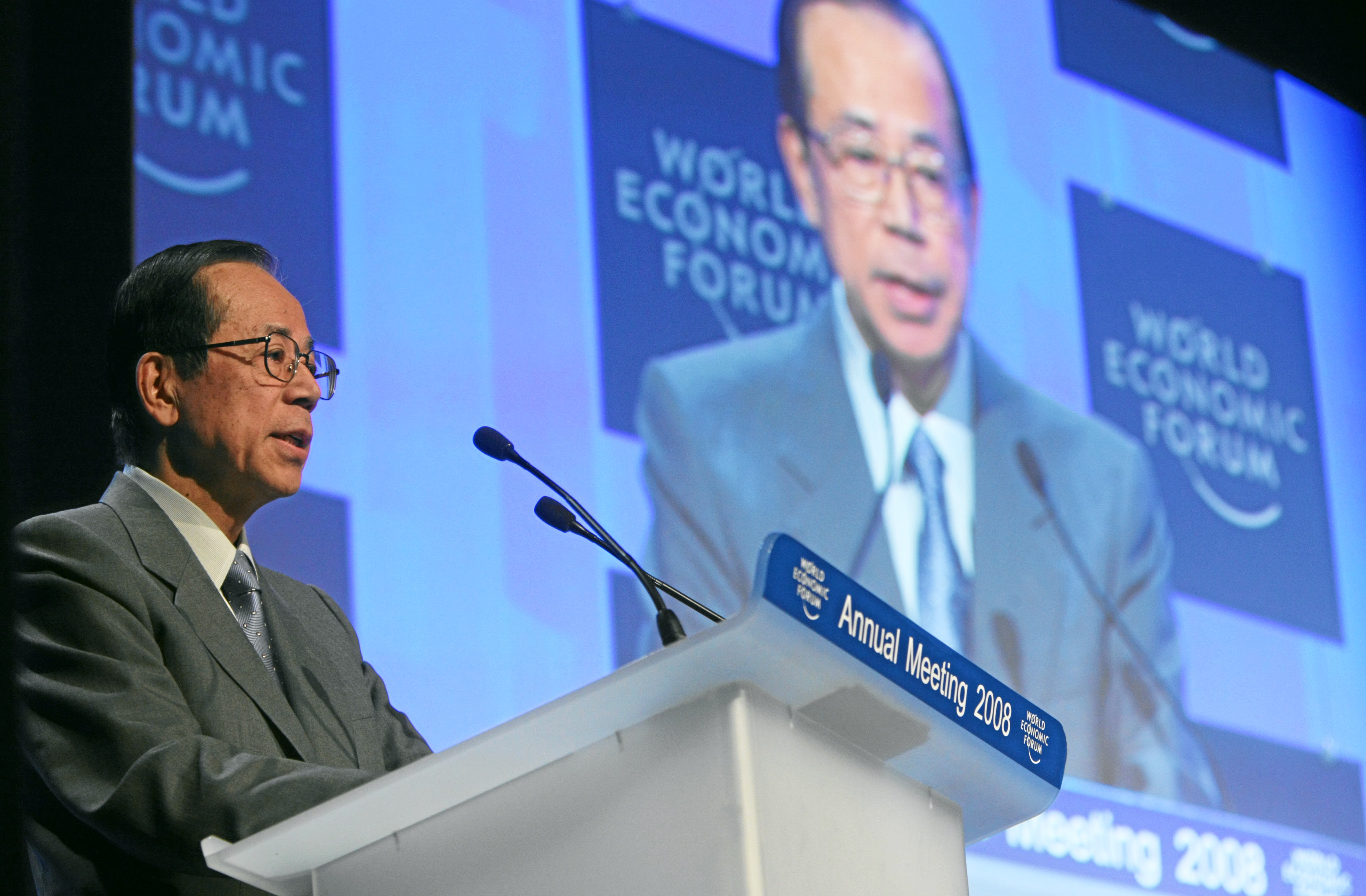
Fukuda phát biểu tại Diễn đàn Kinh tế thế giới ở Davos, Thụy Sỹ năm 2008.
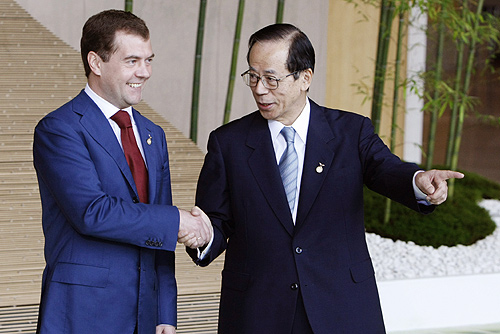
Fukuda tiếp Tổng thống Nga Dmitry Medvedev tại Tokyo năm 2008.